# Mentzelia montana
Mentzelia montana är en brännreveväxtart som först beskrevs av A. Davids., och fick sitt nu gällande namn av A. Davids. Mentzelia montana ingår i släktet Mentzelia och familjen brännreveväxter. Inga underarter finns listade i Catalogue of Life.